# Aliou Dia
Aliou Dia (Roubaix, 30 mei 1990) is een Franse voetballer van Malinese komaf die bij voorkeur als verdediger speelt.

## Spelerscarrière
| seizoen   | club                | land   | competitie         | weds | goals |
| --------- | ------------------- | ------ | ------------------ | ---- | ----- |
| 2008-2009 | Excelsior Moeskroen | België | Jupiler Pro League | 0    | 0     |
| 2009-2010 | Excelsior Moeskroen | België | Jupiler Pro League | 1    | 0     |
| 2009-2010 | RAEC Mons           | België | Tweede Klasse      | 3    | 0     |
| 2010-2011 | RAEC Mons           | België | Tweede Klasse      | 26   | 0     |
| 2011-2012 | RAEC Mons           | België | Jupiler Pro League | 19   | 0     |
| 2012-2013 | FC Brussels         | België | Tweede Klasse      | 0    | 0     |
|           |                     |        | Totaal             | 49   | 0     |

Laatst bijgewerkt 18-08-12